# Diospyros xishuangbannaensis
Diospyros xishuangbannaensis là một loài thực vật có hoa trong họ Thị. Loài này được C.Y.Wu & H.Chu mô tả khoa học đầu tiên năm 1995.